# Joachim Roell

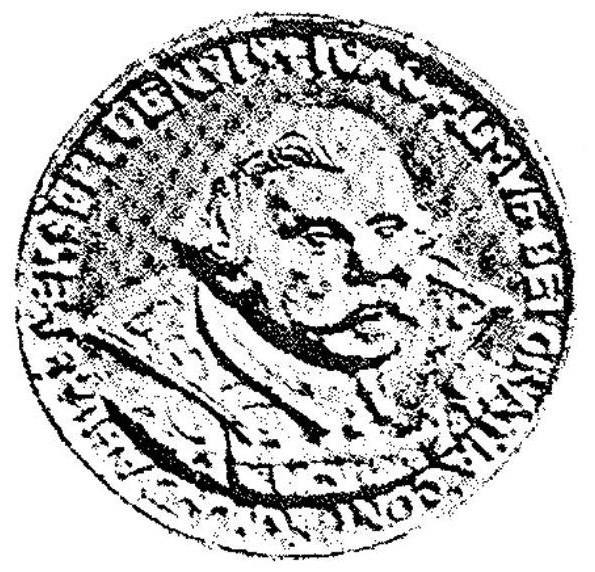
Fürstabt Joachim (1594)

Joachim Roell (auch: Röll oder Röell;  * um 1550 in Rasdorf; † 24. Februar 1606 in Hersfeld) war 1592–1606 der 66. und der letzte Abt der Reichsabtei Hersfeld.

## Leben

### Herkunft und Aufstieg
Joachim Roell wurde als Sohn des Schneiders Johann Roell aus Kreuzberg (heute Philippsthal an der Werra) geboren. Bis 1582 war er Canonicus im Stift Rasdorf und wirkte zeitgleich als Pfarrer im nahen Hünfeld. 1582 erfolgte seine Aufnahme in das Kapitel der Reichsabtei Hersfeld. Dies geschah nur gegen Widerstände und mit Einflussnahme des Landgrafen Wilhelm IV., da Abt Ludwig V. und vor allem Kraft Weiffenbach, der Dechant der Abtei und nachmalige Abt Crato II.,  durch den Unterhalt eines weiteren Angehörigen des Kapitels die Schmälerung ihrer eigenen Einkünfte befürchteten. 1592 wurde Roell, nicht zuletzt durch Unterstützung des Landgrafen Moritz von Hessen-Kassel, zum Abt von Hersfeld gewählt. Roell stand zwar dem Protestantismus nahe, war aber formal katholisch, wodurch er im Gegensatz zu seinem Vorgänger, dem erklärten Protestanten Kraft Weiffenbach, auch die päpstliche Bestätigung und kaiserliche Investitur für sein Amt erhielt.

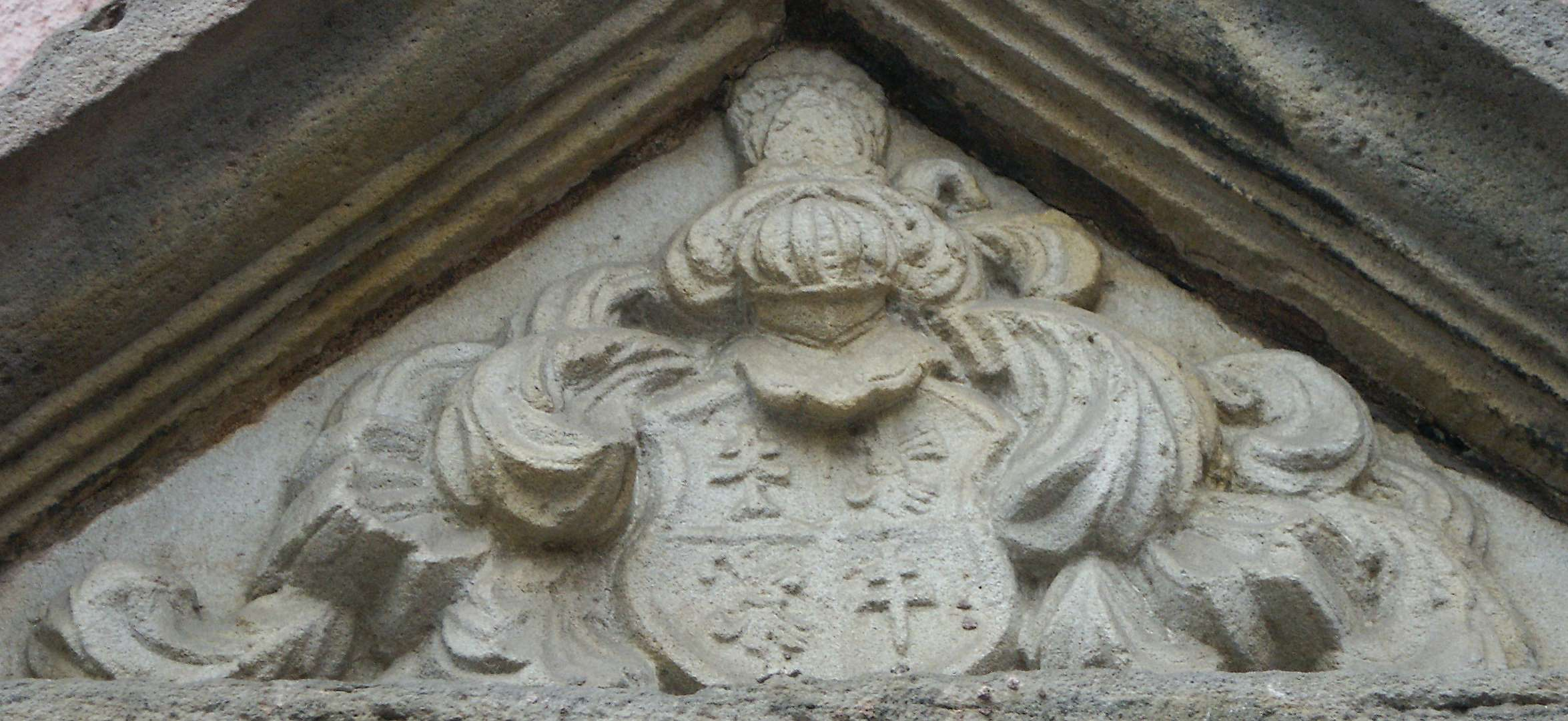
Wappen von Abt Joachim Roell im Giebelfeld einer Pforte der Hersfelder Stadtkirche

### Familie
Seine Geliebte war die um 1570 auf dem Schloss Jestädt geborene Margarete, eine Enkelin des Walrab von Boyneburg-Hohenstein, Herrn zu Jestädt, und Witwe des hessischen Erbmarschalls Georg IV. Riedesel zu Eisenbach († 1589), die nach dem Tod ihres Gatten in Hersfeld ihren Witwensitz genommen hatte. Mit ihr hatte Roell als Hersfelder Abt mehrere illegitime Kinder, die jedoch außerhalb des Hersfelder Stiftsgebietes erzogen wurden.

### Tod und dessen Folgen
Der Hersfelder Abt Joachim Roell starb 1606 an Grieß oder Lendenstein. Sein Leichnam wurde in der Hersfelder Stiftskirche beigesetzt. Mit Wissen und Willen des sterbenden Abts wurde die endgültige Übernahme der Reichsabtei Hersfeld in die weltliche Administration des Hauses Hessen vollzogen.
Daraufhin wurde der minderjährige Hessen-Kasseler Erbprinz Otto zum Administrator des Stifts Hersfeld ernannt. Roells Lebensgefährtin Margarete hatte seitdem unter allerlei Zusetzungen zu leiden. Zunächst übergab der mit dem verstorbenen Abt befreundete Landgraf Moritz sie ihrer Verwandtschaft, worauf ihr Bruder Walrab von Boyneburg-Hohenstein sie mit landgräflicher Vollmacht im Umfeld der Boyneburg gefangenhielt.
1610 gelang ihr jedoch die Flucht nach Hersfeld, wo sie zwar nicht in ihre alte Wohnung zurück konnte, aber mehrere Monate bei einer früher von ihr unterstützten armen Fischerfamilie Obdach fand. Während ihrer dortigen Unterkunft verklagte sie den Landgrafen vor dem Reichskammergericht wegen ihrer mehrjährigen Freiheitsberaubung. Als aber ihre Verwandtschaft von ihrem Aufenthaltsort erfuhr, wurde sie von dieser mit erneutem landgräflichen Haftbefehl wieder auf der Boyneburg gefangengesetzt. Als dann jedoch ihre Reichskammergerichtsklage bekannt wurde, brachte man sie mit mehr Bewegungsfreiheit ins landgräfliche Schloss Wanfried. Dort zog sie schließlich ihre Klage zurück und wurde zudem gedrängt, gegen ihre Peiniger Urfehde zu schwören, also von eventuellen Racheabsichten ihrerseits Abstand zu nehmen. Im Herbst 1612 konnte sie in Freiheit nach Hersfeld zurückkehren, wo sie dann 1623 verstarb.

### Der Fürst und die Kunst
Abt Joachim war ein kunstliebender Fürst, der sich selbst der Dichtkunst widmete und mit seinem Freund Landgraf Moritz mit lateinischen Versen im regen Briefwechsel stand. Von ihm ist durch eine Medaille des Jahres 1594 das erste authentische Bildnis eines Hersfelder Abtes überliefert. Sie trägt auch seinen lateinischen Wahlspruch Durum patientia victrix, der übersetzt soviel bedeutet wie Geduld überwindet das Allerhärteste.